# Pedrosa (planta)
La pedrosa (Aethionema saxatile), és una espècie de planta amb flors de la família de les brassicàcies. És una planta que habita pedruscalls i prats secs dels terrenys calcaris mediterranis, nativa d'Europa i d'Algèria i el Marroc. És present als Països Catalans, es poden citar localitzacions com la serra de Sant Gervàs, la serra de la Llena o Penyagolosa.

## Descripció
Es tracta d'una planta herbàcia perenne d'entre 5 i 25 centímetres d'altura. La tija, glabra, pot ser simple o ramificada. Les fulles, coriàcies, no formen una roseta sinó que es distribueixen de manera alternativa al llarg de la tija. El limbe és simple, de color verd blavós d'ovalat a allargat i lanceolat, d'entre 5 i 20 mil·límetres de llargada.
Floreix entre abril i juliol. Les flors es presenten en una inflorescència de tipus raïm, esparsa a la part inferior i densa, semblant a una umbel·la, a la part superior. Les flors són hermafrodites de quatre pètals amb doble periant, amb coloració entre porpra i rosa, de vegades blanca; pot presentar nervis amb coloració més intensa. Els quatre sèpals tenen una vora blanquinosa.
El fruit és una síliqua arrodonida, de 5 a 7 mil·límetres de llarg i una amplada d'entre 4 i 5 mil·límetres, una silícula.